# Podhůří Železných hor
Podhůří Železných hor je dobrovolný svazek obcí v okresu Pardubice, jeho sídlem jsou Choltice a jeho cílem je ochrana a prosazování společných zájmů členských obcí, v jednotlivostech potom zejména spolupráce členských obcí při obnově a rozvoji venkova, při přípravě a realizaci rozvojových programů EU a činnosti podle §50, odst.1 zák.č. 128/2000Sb., o obcích. Předmětem činnosti jsou i takové akce a aktivity, které se z objektivních důvodů týkají jen některých členských obcí, pokud jsou v souladu se zájmy a záměry svazku. Svazek je oprávněn zakládat podle platné právní úpravy samostatně nebo s dalšími osobami podnikatelské a nepodnikatelské subjekty. Sdružuje celkem 21 obcí a byl založen v roce 2002.

## Obce sdružené v mikroregionu
- Bezděkov
- Brloh
- Bukovina u Přelouče
- Holotín
- Choltice
- Chrtníky
- Jedousov
- Jeníkovice
- Lipoltice
- Litošice
- Mokošín
- Poběžovice u Přelouče
- Přelouč
- Sovolusky
- Stojice
- Svinčany
- Svojšice
- Turkovice
- Urbanice
- Valy
- Veselí